# Oxalis niederleiniana
Oxalis niederleiniana là một loài thực vật có hoa trong họ Chua me đất. Loài này được Hieron. ex R. Knuth mô tả khoa học đầu tiên năm 1919.